# Fußartillerie-Regiment Nr. 20
Das Lauenburgische Fußartillerie-Regiment Nr. 20 (Fuß-AR 20) war ein Artillerie-Verband der Preußischen Armee. Das Regiment wurde 1912 aufgestellt und hatte seine Garnisons-Standorte in Itzehoe (Stab), auf dem Truppenübungsplatz Lockstedt (I. und II. Bataillone) und später in der Neuen Artilleriekaserne in Bahrenfeld. Das Regiment nahm am Ersten Weltkrieg teil und wurde 1919 aufgelöst.

## Geschichte

### 1912–1914
Das Fußartillerie-Regiment Nr. 20 wurde am 1. Oktober 1912 (Stiftungstag) in einer Stärke von mindestens zwei Bataillonen aufgestellt und unterstand dem IX. Armeekorps.
Von 1912 bis 1914 waren der Garnisons-Standort des Stabs Itzehoe und der des I. und II. Bataillons der Truppenübungsplatz in Lockstedt (Lockstedter Lager). 1914 zog das gesamte Regiment in die neu errichtete Fußartilleriekaserne in Bahrenfeld das zu dieser Zeit noch nicht Teil Hamburgs, sondern preußisches Altona war. Dort war auch der letzte Friedensstandort des Regiments.

### Erster Weltkrieg
Während des Ersten Weltkriegs unterstand der Stab der 2. Armee, das I. Bataillone weiterhin dem IX. Armeekorps und das II. Bataillone dem X. Armeekorps.
Im Laufe des Krieges kämpfte das I. Bataillone bei der 45. Reserve-Division und bei der 8. Landwehr-Division, das II. Bataillone bei der 79. Reserve-Division und das III. Bataillone bei der 227. Infanterie-Division.
Am 10. Februar 1917 wurde der Regimentsstab zum General der Artillerie 10 (Artilleriekommandeur 10 (ArKo 10)).

### Verbleib
Nach dem Ende das Ersten Weltkriegs wurde das 20. Fußartillerieregiment im Jahr 1919 aufgelöst.
Am 19. September 1919 wurde die „Vereinigung ehem. 20er Fuß-Artilleristen“ und am 7. Februar 1920 die „Vereinigung der Offiziere des ehemaligen Königlich Preußischen Lauenburgischen Fußartillerie-Regiments Nr.20“ (später mit dem Zusatz e.V.) gegründet.
Am 30. September 1932 fand eine Gedenkfeier zum 20-jährigen Gründungstag des Regiments am Ehrendenkmal in Bahrensfeld statt.